# Symphurus insularis
Symphurus insularis es una especie de pez de la familia Cynoglossidae en el orden de los Pleuronectiformes.

## Distribución geográfica
Se encuentran en el  Atlántico oriental.